# Mampato: La reconquista
La reconquista es el libro doce de la serie de libros Mampato, de manos del dibujante chileno Themo Lobos.

## Argumento
Mampato se encuentra en el campo de vacaciones, y luego de escuchar a su tío relatar historias sobre Manuel Rodríguez, Mampato decide viajar junto a Ogú la época de la Independencia de Chile, a fines del año 1816. Al llegar se encuentran con un mensajero herido, que portaba una importantísima carta para...¡Manuel Rodríguez! 
En el camino para entregar la carta, los dos amigos deben enfrentarse a traidores, bandoleros, una tropa del Regimiento Los Talaveras de la Reina, y hasta al propio gobernador Casimiro Marcó del Pont, el enemigo de los patriotas chilenos.